# Максимов, Родимир Дмитриевич
Родимир Дмитриевич Максимов (род. 17 декабря 1997, с. Туора-Кюёль, Якутия, Россия) — российский военнослужащий, ефрейтор, наводчик пулемёта отряда «Шторм» 39-й отдельной гвардейской мотострелковой бригады 68-го армейского корпуса Восточного военного округа. Участник российского вторжения на Украину. Герой Российской Федерации (2024).

## Биография
Родился 17 декабря 1997 года в селе Туора-Кюель Республики Якутия.
После окончания школы поступил в Якутское музыкальное училище им. М.Н. Жиркова. 
В 2017 году во время срочной службы получил специальность связиста. После того, как Максимов уволился в запас, работал геологоразведчиком в золотодобывающей компании, в трудовом процессе вахтового метода.
С 2023 года — участник вооружённого вторжения России на Украину.

## Звания и награды
- Герой Российской Федерации (Указом Президента Российской Федерации «закрытым» от августа 2024 года за мужество и героизм, проявленные при исполнении воинского долга, гвардии ефрейтору Максимову Родимиру Дмитриевичу присвоено звание Героя Российской Федерации с вручением знака особого отличия — медали «Золотая Звезда»[8].
- Награда была вручена Максимову 4 октября 2024 года в Национальном центре управления обороной Российской Федерации из рук министра обороны А. Р. Белоусова.